# Hopkinsius
Hopkinsius is een muggengeslacht uit de familie van de steekmuggen (Culicidae).

## Soorten
- H. albocinctus (Barraud, 1924)
- H. barnardi (Edwards, 1924)
- H. embuensis (Edwards, 1930)
- H. ingrami (Edwards, 1930)
- H. nyasae (Edwards, 1930)
- H. seoulensis (Yamada, 1921)
- H. wellmanii (Theobald, 1905)